# Ilimmaasaq-Komplex
Der Ilimmaasaq-Komplex (auch Ilimaussaq-Komplex oder englisch Ilímaussaq complex) ist eine vorwiegend agpaitische, magmatische Intrusion im Südwesten Grönlands, die im Mesoproterozoikum eingedrungen war. Die Intrusion war in mehreren Phasen erfolgt und ihr Chemismus ist alkalisch bis überwiegend peralkalisch.

## Etymologie
Der Ilimmaasaq-Komplex ist nach dem Berg Ilimmaasaq (nach alter Rechtschreibung Ilímaussaĸ) bei Narsaq benannt. Der Name des Bergs leitet sich von seiner Gestalt ab, welche an den Zapfen einer Inuit-Harpune erinnert.

## Geschichtliches
Der Ilimmaasaq-Komplex ist bereits seit Anfang des 19. Jahrhunderts unter Geologen bekannt. Bereits 1806 und erneut 1809 wurde er von Carl Ludwig Giesecke erstmals mineralogisch untersucht. Es folgten Erstbeschreibungen von Typlokalitätsmineralen, beispielsweise von Eudialyt im Jahr 1819 von Friedrich Stromeyer, von Arfvedsonit im Jahr 1823 durch H. S. Brooke, von Aenigmatit im Jahr 1865 durch August Breithaupt oder von Britholit-(Ce) im Jahr 1899 durch C. Winther. Im Jahr 1898 hatte Niels Viggo Ussing die Nephelinsyenite beschrieben. Die ersten detaillierten Kartierungen aus den Jahren 1900 und 1908 sowie petrologische Untersuchungen des Komplexes wurden sodann im Jahr 1912 ebenfalls von Ussing veröffentlicht. Auf ihn geht auch die Erstdefinition von agpaitischen Gesteinen zurück, die er über das Molarverhältnis von (Na2O + K2O)/Al2O3) definiert hatte (wobei er (Na+K)/Al noch als ≥ 1,2 setzte).
In den auf Ussing folgenden Jahren 1912 bis 1955 wurde nur wenig am Komplex geforscht. Die Exploration radioaktiver Minerale setzte am Komplex im Jahr 1955 ein, gefolgt von geologischen Kartierungsarbeiten durch den Geological Survey of Greenland in den kommenden Jahren. Dies führte sodann zu Bestandsaufnahmen der Elemente Uran, Beryllium, Niob, Seltene Erden und Zirconium, zu weiteren mineralogischen, geochemischen und petrologischen Untersuchungen, zu Bohrungen und zu wirtschaftlichen Rentabilitätsstudien.

## Geographie

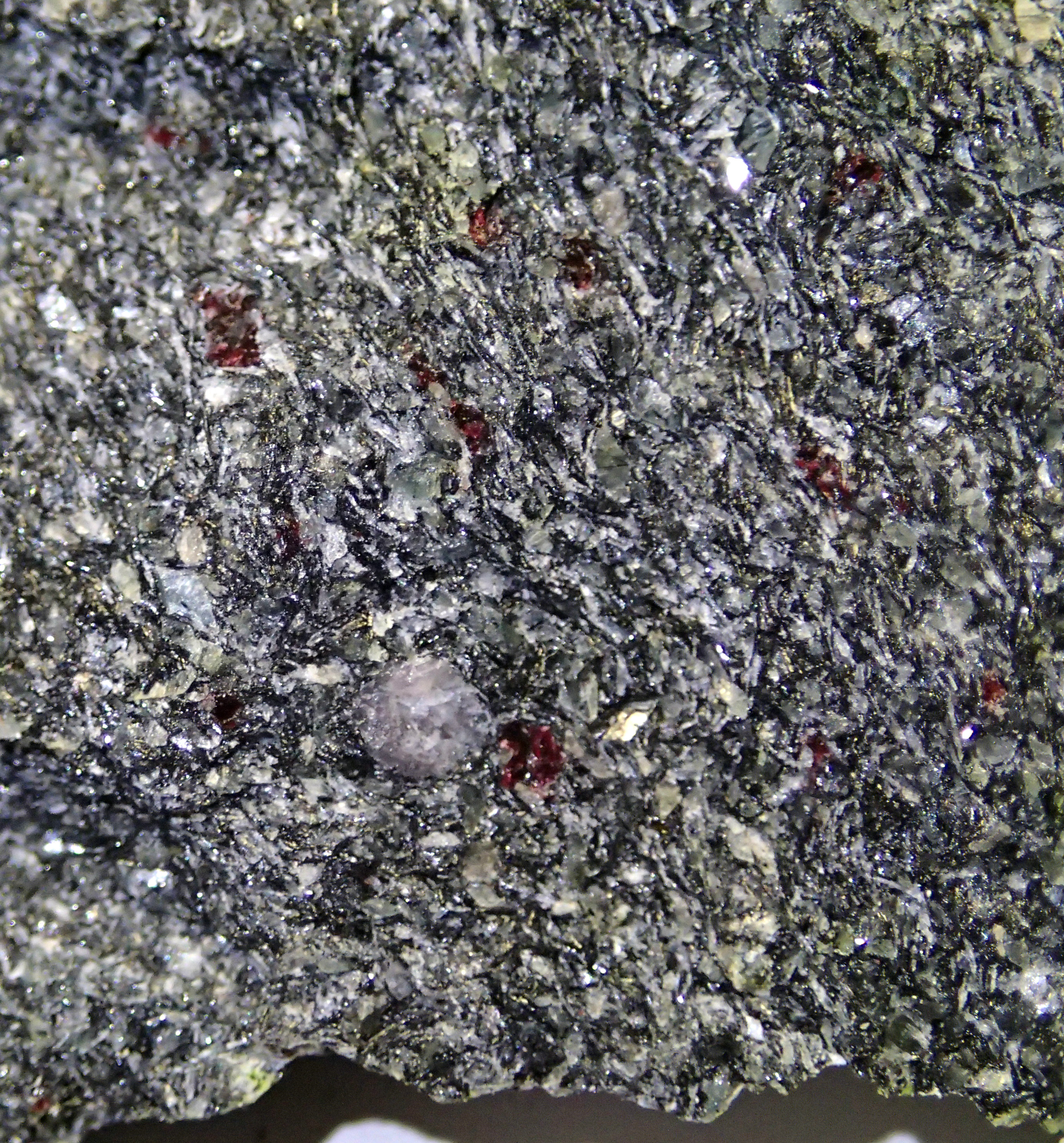
Lujavrit mit Villiaumit, Ilimmaasaq-Komplex, Grönland

Die Mitte der Intrusion liegt etwa 11 km östlich der Stadt Narsaq in der Kommune Kujalleq. Das Aufschlussgebiet ist kaum bewachsen und stark verwittert. Das Terrain steigt von Südosten nach Nordwesten an.
Der Ilimmaasaq-Komplex wird durch den Fjord Tunulliarfik an der südwestgrönländischen Küste zweigeteilt. Die Intrusion ist in die Südsüdost-Nordnordwest-Richtung ausgelängt, ihre Dimensionen sind 17 Kilometer Länge bei maximal 8 Kilometer Breite.

## Einführung
Der Ilimmaasaq-Komplex in Südwestgrönland ist eine zusammengesetzte, mesoproterozoische Intrusion, die hauptsächlich aus Syeniten und Nephelinsyeniten aufgebaut wird. Der Komplex ist die Typlokalität für Agpaite – peralkalische Gesteine mit einem molaren Verhältnis (Na + K)/Al >1. Agpaitische Gesteine zeichnen sich durch sehr komplexe Natrium-Calcium-(Titan, Zirconium)-Silikate aus – mit Mineralen der Eudialyt-Gruppe als häufigste Vertreter. Diese peralkalischen Nephelinsyenite werden folglich jetzt über ihre komplex aufgebauten Zirconium-Titan-Silikatminerale wie Eudialyt oder Rinkit definiert – anstatt der gewöhnlichen Minerale Zirkon, Sphen und Ilmenit.
Ihr Entstehungsmodus ist noch nicht vollständig geklärt, es wird jedoch jetzt angenommen, dass agpaitische Gesteine durch fraktionierte Kristallisationsprozesse aus Stammmagmen von Alkalibasalten und Nepheliniten hervorgegangen waren, welche ihren Ursprung im Lithosphärenmantel hatten. Im Ilimmaasaq-Komplex finden sich Gesteine, die aus extremen magmatischen Differentiationsprozessen entstammen. Sie stellen daher sehr ungewöhnliche Magmatite dar – sowohl was ihre mineralogische als auch ihre geochemische Zusammensetzung betrifft.

## Geologie

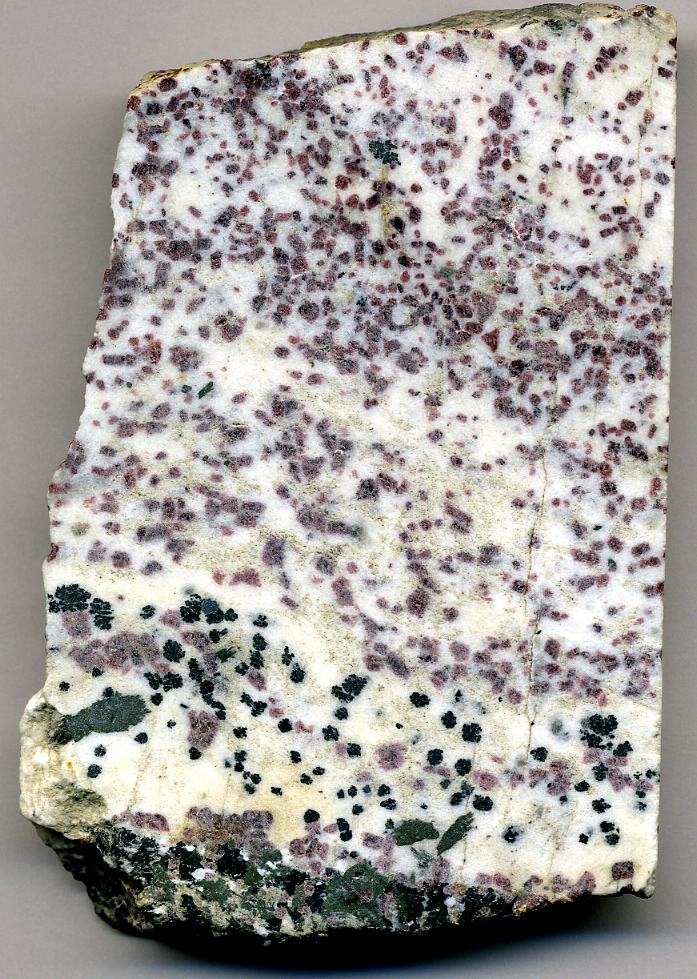
Kakortokit aus dem Ilimmaasaq-Komplex

Geologisch gehört der Ilimmaasaq-Komplex zur Provinz des Gardar-Rifts in Südwestgrönland und stellt eine sehr junge Manifestation dieser Rifttätigkeit dar. Das Gardar-Rift entstand im Mesoproterozoikum und bildet jetzt ein herausgehobenes und stark erodiertes, kontinentales Grabenbruchsystem. Während der Anfangsstadien des Riftvorgangs zwischen 1.350 und 1.120 Millionen Jahre (Ectasium bis Stenium) wurde die Eriksfjord-Formation abgelagert – eine mächtige, rund 3.500 Meter dicke Abfolge von Laven und Sedimenten (vorwiegend Basaltlaven und Sandsteine), die zusammen mit dem Grundgebirge von zahllosen Basaltgängen durchschlagen werden. Ferner intrudierten eine große Anzahl von Gängen und zusammengesetzten Magmatiten in das Grundgebirge, das bereits im Archaikum und vor allem im Paläoproterozoikum konsolidiert worden war.
Das paläoproterozoische Grundgebirge im Hauptteil der Gardar-Provinz besteht überwiegend aus kalkalkalischen Granitoiden, die zusammen den Julianehåb-Batholithen aufbauen. Dieser Batholith des Anden-Typus wuchs innerhalb des Ketiliden-Gürtels heran. Er entstand im Zeitraum 1.850 bis 1.725 Millionen Jahre (Orosirium bis Statherium) und wird einer Subduktion zugeschrieben, entlang derer eine ozeanische Platte unter den archaischen Kraton im Norden abgetaucht war.
Im Nordwestabschnitt bilden hochgradige Gneise des Archaikums das Anstehende der Gardar-Intrusiva. In den Abschnitten Tuttutooq-Ilimmaasaq-Narsarsuaq und Nunarsuit-Isortoq nahmen größere Gangschwärme im Julianehåb-Batholith Platz. Sie besitzen eine sehr weit gestreute petrochemische Zusammensetzung und reichen von basaltisch über phonolithisch, rhyolithisch, lamprophyrisch bis hin zu karbonatitisch.

## Intrusion
Die Lage der Intrusion war tektonisch vorgezeichnet – was allein die Auslängung des Komplexes schon zu erkennen gibt. Es wird angenommen, dass ein blockartiges Einbrechen erfolgt war, dem sich sodann ein so genanntes Stoping anschloss – Magmen waren von unten in entstandene Hohlräume eingedrungen.
In der Nordhälfte der Intrusion ist die Dachregion der Magmenkammer freigelegt, die hier gleichzeitig die vulkanosedimentäre Schichtenfolge der Eriksfjord-Formation intrudiert. Auf ihrer Nordwestseite verfehlt sie die Narsaq-Intrusion nur knapp. Der Igaliko-Komplex liegt jedoch bereits 25 Kilometer weiter östlich. Auf der Südhälfte hingegen stehen stratigraphisch tiefere Niveaus an – so ist beispielsweise unterhalb der Diskordanz der Eriksfjord-Formation der Kontakt zwischen den Ilimmaasaq-Magmatiten und dem granitischen Nebengestein des Grundgebirges aufgeschlossen.

## Petrologie

### Mineralogie

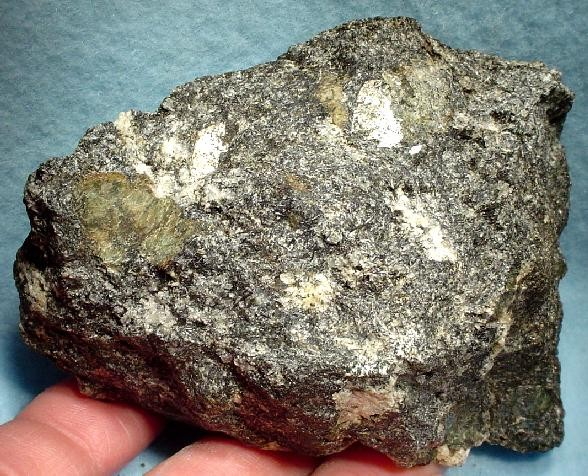
Grün-grauer Naujakasit aus dem Ilimmaasaq-Komplex

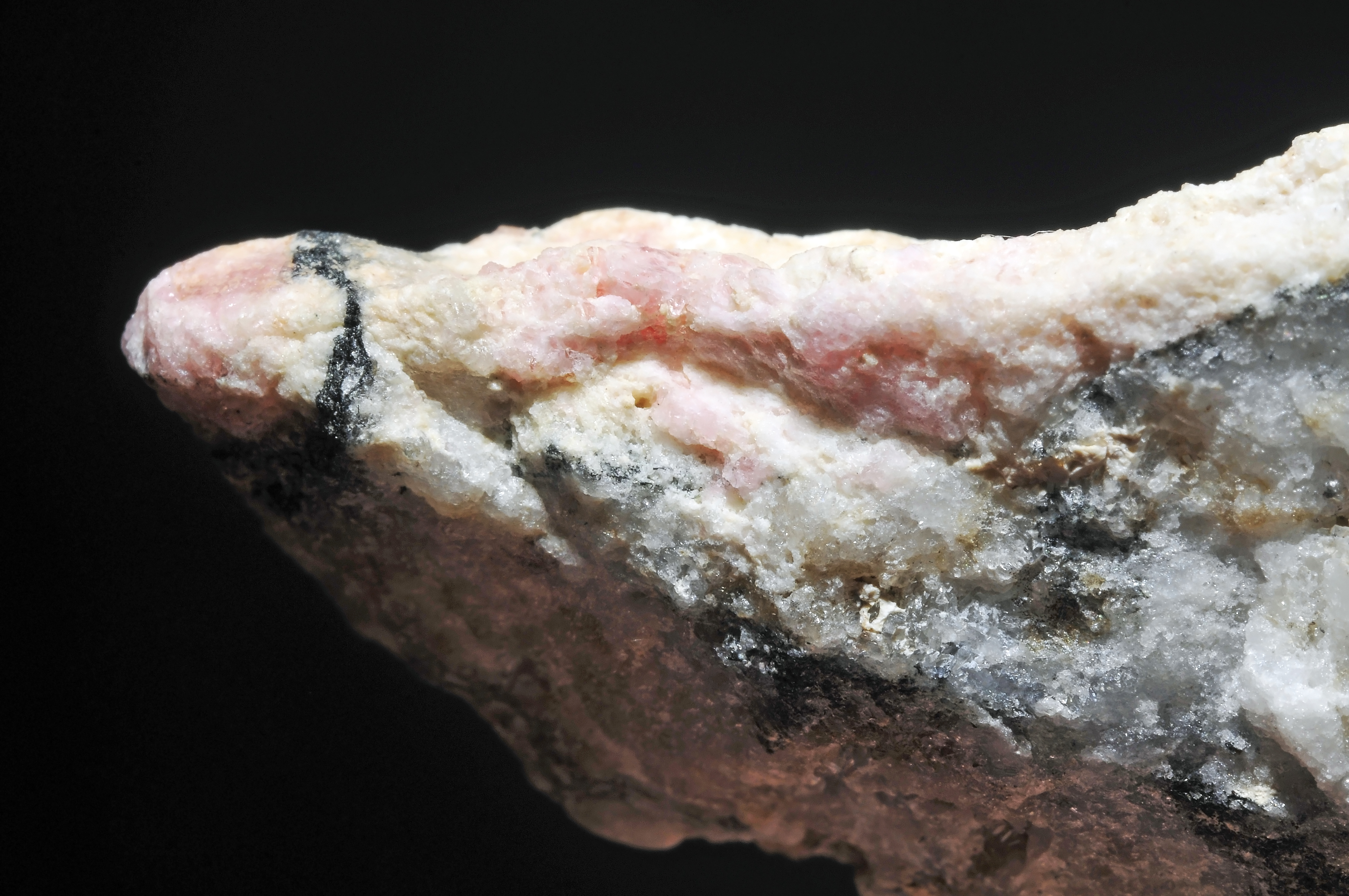
Rosafarbener Tugtupit aus dem Ilimmaasaq-Komplex

Die Gesteine des Ilimmaasaq-Komplexes sind durch extreme magmatische Differentiation entstanden. Folglich enthalten sie sehr ungewöhnliche magmatische Gesteinsarten, erkennbar an ihrem mineralogischen und geochemischen Aufbau.
Die agpaitischen Gesteine sind sehr stark angereichert an Alkalien (Lithium, Natrium, Rubidium und Cäsium), Halogenen (Fluor, Chlor, Brom und Jod), Eisen, Schwefel, HFSE-Elementen (wie beispielsweise Zirconium, Hafnium, Niob, Tantal, Seltene Erden, Uran, Thorium) und anderen seltenen Elementen (wie Beryllium, Zinn, Antimon, Wolfram, Molybdän, Arsen, Zink, Blei und Gallium). Sehr niedrig konzentriert hingegen sind Barium, Strontium, Kobalt, Kupfer, Nickel, Scandium, Vanadium und Chrom.
Es ist daher nicht weiter erstaunlich, dass der Komplex die Typlokalität von 34 Mineralen darstellt. Einige darunter (wie Sodalith, Arfvedsonit und Eudialyt) sind gesteinsbildende Komponenten. 15 Minerale sind bisher nur im Ilimmaasaq-Komplex gefunden worden. Somit stellt der Komplex für Mineraliensammler, Petrologen, Mineralogen und Geochemiker einen echten Anziehungspunkt dar – was seinen Ausdruck in mehreren hunderten wissenschaftlichen Veröffentlichungen gefunden hat.
An recht seltenen Mineralen finden sich im Ilimmaasaq-Komplex neben den mehr gewöhnlicheren Mineralen Aegirin, Aenigmatit, Albit, Alkalifeldspat, Analcim, Apatit, Arfvedsonit, Augit, Biotit, Fluorit, Mikroklin, Nephelin, Olivin, Pektolith, Quarz, Sodalith und Zirkon insbesondere die Minerale Astrophyllit, Baddeleyit, Chkalovit, Djerfisherit, Elpidit, Epididymit, Eudialyt, Katapleit, Murmanit, Natrosilit, Natrophosphat, Naujakasit, Neptunit, Pyrochlor, Rinkit, Sørensenit, Steenstrupin, Thermonatrit, Trona, Tugtupit, Ussingit und Villiaumit. An Erzmineralen sind zugegen gediegenes Blei, Bleiglanz, Chalkopyrit, Ilmenit, Magnetit, Pyrrhotin, Sphalerit, Titanomagnetit und gediegenes Zinn.
Neben seiner exotischen Mineralogie kann der Ilimmaasaq-Komplex als Lehrbuch für eine Reihe von magmatischen und hydrothermalen Prozessen angesehen werden. Wegen seines ausgesprochen langen Kristallisationsintervalles und den mineralogisch sehr starken Abwandlungen in den jeweiligen Gesteinsfolgen bietet der Komplex die einzigartige Gelegenheit, Stabilitätszusammenhänge und Zusammensetzungsänderungen in gesteinsbildenden Mineralen innerhalb von alkalischen und peralkalischen Magmen zu studieren. Überdies lassen sich die Parameter untersuchen, welche die Anreicherung an Natrium, Eisen, Halogenen, HFSE und anderen seltenen Elementen in derartigen Systemen beherrschen.

### Gesteinstypen
Im Ilimmaasaq-Komplex können drei intrusive Hauptphasen mit vier Schmelzphasen (engl. batch) unterschieden werden:
- ein metaluminoser Augitsyenit – Schmelzphase 1
- ein peralkalischer Granit und Quarzsyenit – Schmelzphase 2
- und schließlich peralkalische Nephelinsyenite – Schmelzphasen 3 und 4.

Die meisten der Nephelinsyenite führen Minerale der Eudialyt-Gruppe und können somit als agpaitische Gesteine klassifiziert werden. Volumometrisch dominieren die Nephelinsyenite eindeutig den Komplex. Sie können ihrerseits nun weiter unterteilt werden:
- in eine grobkörnige Dachserie und in eine Bodenlage
- intermediär in mehrere Typen von feinkörnigen und melanokratischen Lujavriten.

Die grobkörnige Dachserie – Schmelzphase 3 – baut sich aus Pulaskit, Foyait, Sodalithfoyait und Naujait auf. In der Bodenlage – Schmelzphase 4 – finden sich als Kumulatgesteine Kakortokite (diese kommen nur in der Südhälfte des Komplexes vor). Die auflagernden Lujavrite besitzen ein sehr deutliches magmatisches Gefüge. Sie intrudierten den Dachbereich, jedoch nicht die Kumulate der Bodenlage.

#### Augitsyenit
Die älteste Einheit im Komplex ist der durchschnittlich 100 Meter an Mächtigkeit erreichende Augitsyenit. Der Augitsyenit ist an Kieselsäure übersättigt bis leicht untersättigt. Er besitzt stark variable Korngrößen von 2 bis 20 Millimeter. Mineralogisch besteht der Augitsyenit aus deutlich entmischtem, perthitischem Alkalifeldspat, fayalitischem Olivin, Klinopyroxen (calciumreicher Augit – Diopsid bis Hedenbergit), Eisen-Titanoxiden (Titanomagnetit, ulvöspinellreicher Magnetit ± Ilmenit) und calciumreichem Amphibol (Hastingsit, Ferropargasit bis Ferrohedenit). Vorhanden sein können auch noch kleinere Mengen von ternärem Feldspat, Nephelin, Plagioklas (ternärer Feldspat), Biotit, Apatit, Zirkon/Baddeleyit und verschiedene Sulfide wie Chalkopyrit und Pyrrhotin. Das mittel- bis grobkörnige Gestein erscheint hypidiomorph bis xenomorph, es kann körnig, massiv aber auch lagig auftreten. In Adern können roter Tugtupit und weißer Albit erscheinen.
Der Augitsyenit wird als unmittelbares Ausgangsgestein der später folgenden Nephelinsyenite angesehen. Sein sehr niedriges Zr/Nb-Verhältnis von 3,7 ähnelt Benmoreiten einer benachbarten Alkalibasaltserie.

#### Peralkalischer Granit und Quarzsyenit
Peralkalischer Granit und Quarzsyenit sind an Kieselsäure übersättigt und finden sich an verschiedenen Stellen im Komplex. Es wird ferner angenommen, dass die ursprüngliche Ausdehnung dieser Gesteine sehr stark durch Erosion reduziert worden ist. Aufgeschlossen ist eine Gesamtmächtigkeit von etwa 50 Meter. Das größte Vorkommen befindet sich im Dachbereich des Komplexes. Die Gesteine sind mittel- bis grobkörnig und zeigen hypidiomorphes, granulares Gefüge.
Hauptbestandteile der beiden Gesteinstypen sind Alkalifeldspat, Quarz, natriumreiches Amphibol (Arfvedsonit) und natriumreiches Pyroxen (Aegirin). Die perthitischen Alkalifeldspäte enthalten zahlreiche winzige Aegirinnädelchen, wodurch das Gestein eine grünliche Färbung annimmt. Seltenere Minerale sind Zirkon, Astrophyllit, Aenigmatit, Pyrochlor, Zinkblende, Fluorit, Elpidit, Epididymit, Ilmenit, Neptunit und andere. Der peralkalische Granit und die assoziierten Quarzsyenite sind jünger als der Augitsyenit, jedoch älter als die agpaitischen Gesteine. Sie werden als Produkte eines unabhängigen, an Kieselsäure übersättigten Magmenpulses angesehen.

#### Peralkalische Nephelinsyenite
Die peralkalischen Nephelinsyenite stellen den volumenmäßig bedeutendsten Anteil des Komplexes und zeigen großflächige Lagenschichtung. Ihre Gesamtmächtigkeit liegt bei 1.550 Meter. Die obersten Nephelinsyenite des Dachbereichs liegen unterhalb dem eigentlichen Dach aus Augitsyenit. Ausgehend vom Hangenden zeigen sie eine graduelle Entwicklung von Pulaskit über Foyait und Sodalithfoyait hin zu Naujait – wobei Naujait mit rund 70 Volumenprozent dann die dominierende Petrofazies darstellt.
Die Nephelinsyenite sind grobkörnig und enthalten geringe Mengen derselben mafischen Minerale, wie sie auch im Augitsyenit zugegen sind (darunter Olivin, Augit, Magnetit und Apatit). Diese werden sukzessive durch Katophorit-Arfvedsonit, Aegirin-Augit, Aegirin und Aenigmatit ersetzt. Gleichzeitig erscheinen im zunehmenden Maße Nephelin und zusätzlicher Eudialyt. Sodalith tritt erstmals im Foyait als Zwickelfüllung auf, wird aber zur Kumulusphase im Sodalithfoyait und Naujait – wobei der Naujait zwischen 40 und 50 Volumenprozent an idiomorphen Sodalithkristallen von mehreren Millimetern Länge führen kann.

#### Pulaskit und Foyait
Beim Pulaskit und Foyait (beide zusammen genommen sind nur etwa 40 Meter mächtig) handelt es sich um mittel- bis grobkörnige, massive Gesteine. Ihr Gefüge wird von plattigen Feldspäten geprägt. Sie bestehen vorwiegend aus Alkalifeldspat, Nephelin, Olivin (Fayalit), Hedenbergit bis Aegirin, Aegirin-Augit sowie Natrium-Calcium- bis Natriumamphibol (Katophorit bis Arfvedsonit). Untergeordnet treten in diesen beiden Gesteinstypen noch die Minerale Titanomagnetit, Apatit, Biotit, Aenigmatit, Fluorit, Eudialyt, Analcim, Pyrrhotin, Zinkblende, Bleiglanz und andere hinzu.
Als Teil der Dachserie bildeten sich Pulaskit und Foyait durch eine ins Liegende voranschreitende Kristallisation in einem phonolithischen Magma. Pulaskit ist aber noch nicht eindeutig agpaitisch. Die beiden Gesteine stellen zusammen mit Sodalithfoyait eine Randfazies dar. Im Pulaskit wird Olivin oft durch Arfvedsonit und Aegirin ersetzt. Im Foyait sind die Alkalifeldspatleisten meist ungeregelt verteilt, dazwischen legen sich Aegirin, Arfvedsonit und Aenigmatit. Augit kann von Aegirin überwachsen werden.

#### Sodalithfoyait
Der Sodalithfoyait kann eine Mächtigkeit von 60 bis 70 Meter erreichen. Es handelt sich hier um einen mittel- bis grobkörnigen Foyait (mit typischem foyaitischen Gefüge), dessen Korngröße an die 20 Millimeter heranreichen kann. Er baut sich vorwiegend aus Alkalifeldspat, Nephelin, Sodalith, Hedenbergit bis Aegirin, Aegirin-Augit und Katophorit-Arfvedsonit auf. Die natriumreichen Klinopyroxene zeigen Sektorenzonierung. Augit ist reliktuell und resorbiert. Ferrorichterit ist ebenfalls zoniert. Zusätzliche Minerale sind Olivin, Titanomagnetit, Apatit, Biotit, Aenigmatit, Fluorit, seltener Eudialyt, Analcim, Pyrrhotin, Sphalerit, Bleiglanz, Djerfisherit, Rinkit und andere. Analcim kann offensichtlich als eine späte Liquidusphase auftreten, bildet sich aber mehrheitlich zusammen mit sekundärem Sodalith durch Verdrängung von primärem Sodalith und Nephelin.

#### Naujait

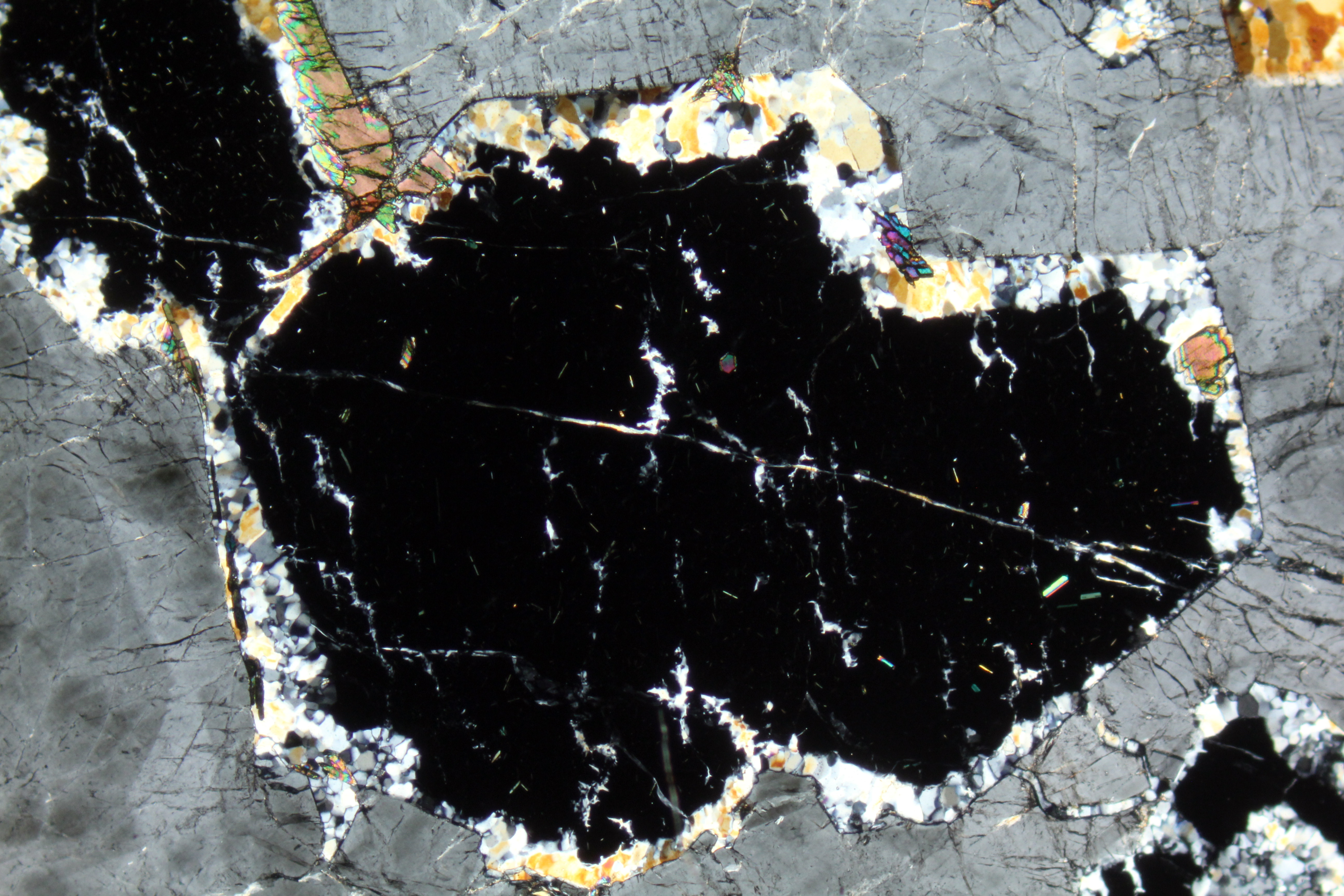
Naujait mit idiomorphem Sodalith (isotrop) in Eudialyt-Wirtskristallen (grau). Der Sodalith ist von Cancrinit (hohe Interferenzfarben) umhüllt. Ilímaussaq, Grönland. Gekreuzte Polare. Bildbreite: 2 mm.

Der distinkt agpaitische Naujait ist ein Kumulatsgestein, das sich in mehreren Erscheinungsformen manifestiert. Gewöhnlich tritt er grobkörnig bis pegmatitisch auf, er erscheint aber auch poikilitisch, massiv oder gar makrolagig. Als Pegmatite können Aegirin-Eudialyt-Syenite im Naujait vorkommen. Hauptminerale sind grauer, bis zu 5 Millimeter großer, meist isomorpher, hexagonal bis dodekaedrisch kristallisierender Sodalith, als oikokristische Spätphase auftretender Alkalifeldspat (weißer Mikroklin), später kommender oikokristischer Nephelin, Hedenbergit bis Aegirin (oikokristische Spätphase), schwarzer Katophorit-Arfvedsonit (oikokristische Spätphase) und roter bis rosafarbener, oikokristischer Eudialyt (Spätphase). Die Sodalithe können bis zu 75 Volumenprozent erreichen und waren als Frühphase in das Dach der Magmenkammer aufgetrieben. Eudialyt kann großflächig Alkalifeldspat poikilitisch umschließen, in kleinerem Maßstab auch Sodalith – wobei neu entstandener Cancrinit den Sodalith an dessen Rand umgürtet. Sekundärminerale sind Olivin (Fayalit), Titanomagnetit, Apatit, Katophorit, Biotit, Aenigmatit, Aegirin-Augit, Fluorit/Villiaumit, Pektolith, Pyrrhotin, Zinkblende, Bleiglanz, Djerfisherit, Rinkit (gängige Akzessorie), Polylithionit und andere. Zwischen den idiomorphen, grünen Sodalithkristallen finden sich interstitiell als Zwickelfüller schwarzer Arfvedsonit, roter Eudialyt sowie Alkalifeldspat und/oder Nephelin. Vereinzelte Feldspatkristalle können bis zu 25 Zentimeter an Größe erreichen, Aegirin und Arfvedsonit sogar bis 30 Zentimeter. Der Gehalt an Eudialyt ist sehr variabel und das Mineral kann vollkommen fehlen.
Der Naujait wird bis zu 700 bzw. 750 Meter mächtig. Unterhalb der eigentlichen Naujait-Lage erscheinen größere Blöcke von Naujait als Autolithen in den Lujavriten. Sie finden sich in allen 5 Lujavritlagen. Aber selbst in allen 3 Kakortokitlagen darunter sind noch Naujaitautolithen zugegen.

#### Lujavrite
Die Lujavrite sind generell meso- bis melanokrate, feinkörnige (bis 0,6 Millimeter Korngröße), agpaitische bis hyperagpaitische, syenitische Gesteine, die meist ein sehr deutliches magmatisches Gefüge besitzen. Ihre ausgesprochene magmatische Lamination geht vorwiegend auf die Ausrichtung der mafischen Minerale zurück, zum Teil aber auch auf die Einregelung der Feldspäte. Sie legen sich zwischen den Naujait im Hangenden und die transitionellen Kakortokite im Liegenden. Sie werden rund 400 Meter mächtig und enthalten in ihren 5 Lagen neben Autolithen aus Naujait auch Autolithen aus Augitsyenit in den unteren beiden Lagen. Der Augitsyenit wird hierbei metasomatisch verändert, der umgebende Lujavrit zeigt Fließbänderung. Die Lujavrite entsenden in ihrem Hangenden Gänge und Fortsätze in die Dachzone. Hierbei wird der auflagernde Naujait stellenweise brekziiert und deutlich vom Lujavrit umgewandelt.
Als Hauptminerale enthalten Lujavrite Mikroklin, Albit, Nephelin, Sodalith, Analcim, Naujakasit, Aegirin, Arfvedsonit und Eudialyt. Sekundärminerale sind Monazit, Britholit-(Ce), Viliaumit, Zinkblende, Pektolith, Steenstrupin, Lovozerit, Vitusit, Polylithionit, Ussingit, Lueshit und Neptunit.
Die Lujavrite lassen sich (vom Hangenden zum Liegenden) wie folgt unterteilen:
- Arfvedsonit-Lujavrit B
- Aegirin-Lujavrit II b
- Arfvedsonit-Lujavrit A
- Aegirin-Lujavrit II a
- Aegirin-Lujavrit I

Die Aegirin-Lujavrite bauen sich aus grünen Aegirinnadeln und farblosen Alkalifeldspatleisten auf, welche idiomorphe Phänokristalle von farblosem Eudialyt und wolkigem Nephelin umschließen. Schwarzer Arfvedsonit kann in Druckschatten des Eudialyts erscheinen. Die Arfvedsonit-Lujavrite bestehen aus schwarzem Arfvedsonit, untergeordnetem grünen Aegirin, runden farblosen Eudialytkörnern, rotem Villiaumit, Naujakasit, farblosen Mikroklinleisten sowie aus hypidiomorphem Nephelin und Albit. Felsische Minerale in Lujavriten sind generell Nephelin, Albit, Mikroklin und Sodalith, der bis 2 Millimeter erreicht. Mafische Minerale zeigen Korngrößen bis zu 1 Millimeter.

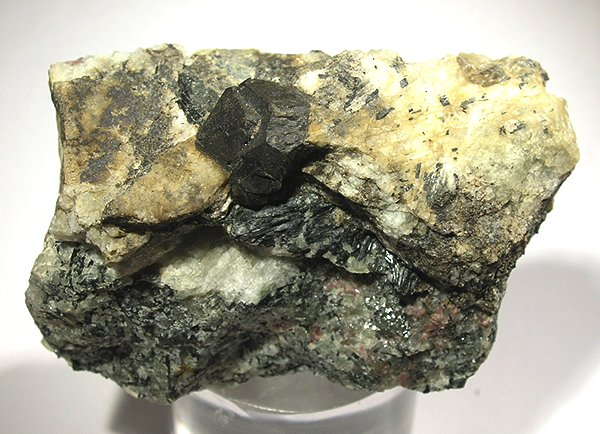
Das hyperagpaitische Mineral Steenstrupin (Ce) im Ilimmaasaq-Komplex

Lujavrite sind in mehreren Generationen ausgebildet. Sie können sehr Analcim-reiche Passagen aufweisen und oft auch Steenstrupin enthalten. Eine der letzten Generationen wird von einem Naujakasit-Lujavrit gebildet, der sehr reich an Steenstrupin ist. Dies ist bezeichnend, da Steenstrupin in den am weitesten fraktionierten Lujavriten Eudialyt substituiert. Hierdurch wird die hyperagpaitische Stufe angezeigt, welche sich durch Naujakasit, Steenstrupin, Ussingit, Vitusit und andere Minerale auszeichnet.
Der Naujakasit-Lujavrit enthält Naujakasit, der sich auf Kosten von Nephelin gebildet hat und örtlich mehr als 75 Volumenprozent erreichen kann. Naujakasit-Lujavrite sind hyperagpaitisch.
Der wasserlösliche Villiaumit kommt in den meisten Lujavriten recht häufig vor und wird in oberflächlichen Partien meist ausgewaschen.
Die den Abschluss bildenden M-C-Lujavrite (engl. medium to coarse grained lujavrites) sind mittel- bis grobkörnig mit Korngrößen bis 10 Millimeter. Sie treten stellenweise als Pegmatite auf und werden von hydrothermalen Adern begleitet, welche beide Steenstrupin, Pyrochlor sowie Beryllium- und Kupferminerale enthalten. Gleichzeitig wird der vulkanische Dachbereich
fenitisiert.

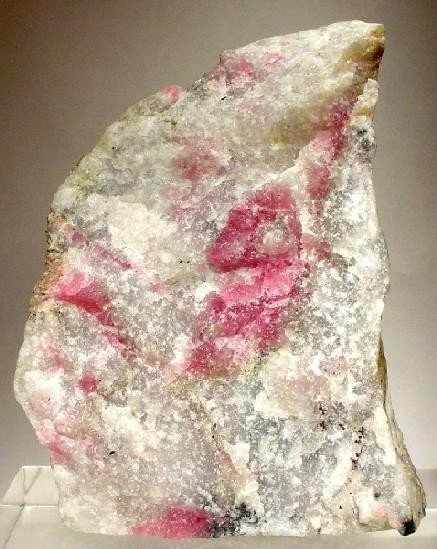
Tugtupit von der Lagerstätte Kvanefjeld

Lujavrite (insbesondere die Arfvedsonit-Lujavrite und die M-C-Lujavrite) enthalten innerhalb des Komplexes die höchste Konzentration inkompatibler Elemente (mit der höchsten Konzentration an Lithium, Rubidium, Beryllium, Seltene Erden, Zink, Uran, Thorium und andere) und bilden daher bedeutende Erzlagerstätten – wie beispielsweise die Lagerstätte Kvanefjeld (benannt nach dem 685 Meter hohen gleichnamigen Berg Kvanefjeld). Sie stehen am Ende einer extremen Fraktionierung, nachdem 99 % des Augitsyenits auskristallisiert waren.

#### Bodenlage mit Kakortokiten
Die Bodenlage baut sich aus mittel- bis grobkörnigen agpaitischen Nephelinsyeniten auf – den insgesamt 300 Meter mächtigen, makrorhythmischen Kakortokiten. Diese lassen sich in drei Untereinheiten einteilen:
- transitionelle lagige Kakortokite
- nur mäßig lagige Kakortokite
- untere lagige Kakortokite.

Die transitionellen lagigen Kakortokite gehen ihrerseits ins Hangende in recht typische feinkörnige, melanokratische Lujavrite über.
Die unteren lagigen Kakortokite (engl. Lower Layered Kakortokites oder abgekürzt LLK) werden 210 Meter mächtig, im Liegenden werden sie dann von feinkörnigen Syeniten mit tehphri-phonolitischer Zusammensetzung abgelöst. Sie bestehen vorwiegend aus Alkalifeldspat, Nephelin, Arfvedsonit und Eudialyt sowie untergeordnet aus Sodalith, Aegirin und Aenigmatit zusammen mit Fluorit, Rinkit, Löllingit, Pyrrhotin, Bleiglanz, Zinkblende, gediegenem Zinn, gediegenem Blei und anderen Akzessorien. Ihre Lagen werden durch durchschnittlich etwa 8 Meter dicke, sich wiederholende Schichtkörper definiert, wobei auch durchaus deutliche Mächtigkeitsänderungen vorkommen können.
Die meisten dieser 29 Schichtkörper sind wiederum aus drei Lagen zusammengesetzt: einer schwarzen Lage im Liegenden, die reich an schwarzen Amphibolen (Arfvedsonit) ist, und der in vielen Fällen (aber nicht immer) eine rote Eudialytlage folgt. Die obere Lage ist weiß und reich an Alkalifeldspat und Nephelin. Sie ist generell wesentlich dicker als die schwarze und rote Lage zusammen genommen. Innerhalb einer Dreierlagenfolge sind die Schichtgrenzenübergänge graduell, wohingegen die Übergänge zwischen den Dreierlagen oft scharf (aber nicht immer) erfolgen. Die Einzellagen bewahren im Allgemeinen ihre Dicke. In den meisten Fällen besitzen die Schichtkörper alle drei Lagen, dies gilt jedoch nicht für alle. Schwarze Lagen haben einen abrupten Kontakt mit darunterliegenden weißen Lagen, gehen jedoch typischerweise recht graduell in die roten Lagen über.
Im Allgemeinen fallen die Schichtkörper mit 10 bis 20° zum Intrusionszentrum hin ein. An den Rändern erfolgt jedoch eine Versteilung bis auf 50°, so dass eine schüsselförmige Geometrie resultiert.
Die spezielle Lage (+3) beispielsweise enthält mehrere hundert Meter große Einschlüsse von älteren Gesteinstypen wie beispielsweise Augitsyenit, Naujait und Sodalithfoyait. Es wird vermutet, dass diese Blöcke durch einen Dacheinsturz der Magmenkammer in den Kakortokit hineingesunken waren. Die jetzt darüberliegenden Kakortokite umfließen die Autolithen – darunter wird hingegen die Schichtung zusammengepresst. Andere sedimentär-magmatische Strukturen – z. B. Trogbänderung und Strömungsschichtung – bleiben auf den Intrusionsrand beschränkt oder treten in unmittelbarer Nähe der Autolithen auf.
Die im Hangenden konkordant folgenden mäßig lagigen Kakortokite (engl. Slightly Layered Kakortokites oder abgekürzt SLK) werden etwa 50 Meter mächtig. Diese feinkörnigen Gesteine sind so gut wie ungeschichtet. Auch sie enthalten sehr seltene kleine Naujaitreste. Ihre Geochemie dürfte der Zusammensetzung eines durchschnittlichen Kakortokiten im Wesentlichen entsprechen.
Die sich darüber legenden transitionellen lagigen Kakortokite (engl. Transitional Layered Kakortokites oder abgekürzt TLK) sind ebenfalls zirka 50 Meter mächtig und werden durch eine vermutete Verwerfung von den SLK abgetrennt. In ihnen treten Autolithen von Augitsyenit und kleine Naujaitreste auf.
Die Kakortokite besitzen generell die höchste Konzentration an Niob, Tantal, Zirconium, Hafnium und Yttrium im Ilimmaasaq-Komplex.

#### Randpegmatit
Die Kakortokite und die Lujavrite im Südteil des Komplexes werden von einer relativ dünnen Randpegmatitzone umgürtet, die sie gegen den Augitsyenit und das Grundgebirge abtrennt. Der Randpegmatit besteht aus einer fein- bis mittelkörnigen, Kakortokit-ähnlichen Matrix, die von einem dichten Netzwerk aus Pegmatitadern durchsetzt wird. Diese fein- bis mittelkörnige Matrix wird als ein Äquivalent der Kakortokitschmelze angesehen. Stellenweise sind stark metasomatisierte Autolithen von Augitsyenit in dieser Randzone anzutreffen. Der Randpegmatit reduziert sich in seiner Breite von rund 100 Meter in tieferen Bereichen auf zirka 25 Meter in höheren Lagen. Hauptminerale sind Albit, Mikroklin, Nephelin, Aegirin, Arfvedsonit, Fluorit ± Sodalith.

### Geochemische Analysen
Die folgenden geochemischen Analysen der Hauptelemente überdecken die wesentlichen Gesteinstypen im Ilimmaasaq-Komplex:
| Oxid Gew. % | Augitsyenit | Quarzsyenit | Alkaligranit | Pulaskit | Foyait | Sodalithfoyait | Naujait  | Aegirinlujavrit | Arfvedsonit-Lujavrit | Kakortokit |
| ----------- | ----------- | ----------- | ------------ | -------- | ------ | -------------- | -------- | --------------- | -------------------- | ---------- |
| SiO2        | 53,24       | 70,17       | 71,01        | 62,54    | 58,50  | 48,24          | 46,85    | 52,38           | 52,25                | 51,83      |
| TiO2        | 2,44        | 0,26        | 0,23         | 0,10     | 0,32   | 0,33           | 0,30     | 0,22            | 0,23                 | 0,29       |
| Al2O3       | 14,79       | 10,03       | 8,65         | 16,97    | 16,21  | 18,99          | 22,30    | 13,20           | 12,23                | 15,97      |
| Fe2O3       | 2,64        | 3,03        | 4,33         | 2,02     | 3,03   | 4,16           | 3,07     | 10,90           | 6,06                 | 6,15       |
| FeO         | 8,66        | 4,67        | 3,79         | 1,48     | 3,80   | 3,08           | 2,21     | 1,96            | 8,72                 | 4,90       |
| MnO         | 0,24        | 0,18        | 0,21         | 0,12     | 0,19   | 0,20           | 0,13     | 0,37            | 0,64                 | 0,29       |
| MgO         | 1,60        | 0,11        | 0,18         | 0,15     | 0,11   | 0,12           | 0,09     | 0,10            | 0,12                 | 0,25       |
| CaO         | 4,94        | 0,38        | 0,24         | 1,53     | 1,76   | 1,67           | 1,40     | 1,20            | 0,27                 | 2,01       |
| Na2O        | 4,68        | 5,28        | 4,67         | 8,19     | 7,56   | 14,87          | 15,76    | 10,72           | 9,25                 | 10,40      |
| K2O         | 4,26        | 4,25        | 3,91         | 4,69     | 5,64   | 3,47           | 3,58     | 2,82            | 3,23                 | 4,10       |
| P2O5        | 0,74        | 0,02        | 0,07         | 0,05     | 0,04   | 0,06           | 0,03     | 0,18            | 0,54                 | 0,03       |
| H2O−        | 0,19        | 0,16        | 0,26         | 0,20     | 0,21   | 0,22           | –        | 0,28            | 0,24                 | –          |
| H2O+        | 0,29        | 0,34        | 0,28         | 0,83     | 1,26   | 1,24           | 1,46 tot | 3,44            | 3,65                 | 2,22 tot   |
| Al/K+Na     | 1,20        | 0,75        | 0,73         | 0,91     | 0,87   | 0,67           | 0,75     | 0,64            | 0,65                 | 0,57       |
| Al/K+Na+Ca  | 0,69        | 0,72        | 0,70         | 0,79     | 0,75   | 0,61           | 0,69     | 0,58            | 0,64                 | 0,49       |

Die Gesteine des Ilimmaasaq-Komplexes sind mit Ausnahme des Augitsyenits alle peralkalisch (mit Al/K+Na < 1). Der Augitsyenit ist metaluminos (mit Al/K+Na > 1 und Al/K+Na+Ca < 1). Der SiO2-Gehalt schwankt zwischen 48,24 und 71,01 Gewichtsprozent und ist somit mafisch,  intermediär bis felsisch. Der Sodalithfoyait und der Kakortokit sind mafische Gesteine, Quarzsyenit und Alkaligranit sind felsisch. Der Na2O-Gehalt erreicht im Naujait enorm hohe Werte von 15,76 Gewichtsprozent. Sämtliche Gesteine sind natriumbetont.

## Magmatische Entwicklung
Laut Larsen und Sørensen (1987) kann die magmatische Entwicklung des Ilimmaasaq-Komplexes drei aufeinanderfolgenden Schmelzpulsen zugeordnet werden: die Phase 1 bestand aus dem Augitsyenit, die Phase 2 aus dem Alkaligranit und dem Quarzsyenit und die Phase 3 aus den Nephelinsyeniten. Der Augitsyenit bildet eine relativ dünne, nur wenige hundert Meter dicke Schale am West-, Süd- und Südostrand der Intrusion sowie eine 150 Meter mächtige Abdeckelung oberhalb der Intrusion. In Phase 2 drangen der Alkaligranit und der Quarzsyenit in den Dachbereich nach. Blöcke dieses Materials wurden dann später von der dritten Intrusivphase umflossen. Die Phase 3 nimmt den Hauptteil des Komplexes ein. Sie baut sich aus einer Dachserie, einer Bodenlage und einer dazwischenliegenden Serie auf. In ihrem Verlauf bildeten sich Nephelinsyenite und Sodalith-haltige Syenite. Kleinere Volumina an Pulaskit, Foyait und Sodalithfoyait werden als in situ-Kristallisationen interpretiert, die sich ausgehend vom Dach nach unten verfestigten. Der Naujait hingegen ist ein auftreibendes Kumulat aus Sodalith.

## Flüssigkeitsentwicklung
Bereits Kogarko (1977) und Khomyakov (1995) hatten darauf hingewiesen, dass die Flüssigkeitsentwicklung im Komplex nur schlecht von der magmatischen Entwicklung abzutrennen ist und dass somit ein fließender Übergang besteht. Mittlerweile steht fest, dass der Komplex ein außergewöhnliches Archiv für diesen Übergang darstellt. Eine detaillierte Untersuchung der Endprodukte in der agpaitischen Entwicklung, die bisher nur fragmentarisch verstanden ist, kann hier weitere Details zu Tage fördern.

### Flüssigkeitseinschlüsse
Flüssigkeitseinschlüsse (engl. fluid inclusions) in den agpaitischen Gesteinen des Komplexes und in den assoziierten hydrothermalen Adern sind sehr reich an Methan und anderen Kohlenwasserstoffen sowie an Wasserstoff.
Hierbei sind primäre von sekundären Flüssigkeitseinschlüssen zu unterscheiden. Primäre Flüssigkeitseinschlüsse werden vorwiegend von Methan (mit kleineren Wasserstoffresten) oder reinem Methan dominiert, Wasser ist nicht feststellbar. Dies wird im Verlauf der Agpaitkristallisation als eine Folgeerscheinung stark reduzierender Bedingungen und sehr niedriger Wasseraktivitäten angesehen. Sekundäre Flüssigkeitseinschlüsse in denselben Agpaiten hingegen werden entweder von Methan (mit Spuren anderer Kohlenwasserstoffe wie Äthan und Propan) oder wässrigen Lösungen hoher Salinität (bis zu 22 Gewichtsprozent an äquivalentem NaCl) beherrscht.

## Teilweises Aufschmelzen, Metasomatose und hydrothermale Vorgänge
Metasomatose wurde in den Nachbargesteinen des Komplexes erstmals von Ferguson im Jahr 1964 berichtet. Gezielte Studien von Derry im Jahr 2012 konnten zeigen, dass in den granitischen Nachbargesteinen entlang der Südküste des Fjords Kangerluarsuk noch 120 Meter hinter dem Kontakt mit der Intrusion Metasomatose nachgewiesen werden konnte. Die Intrusion des Komplexes hinterließ in den granitischen Nebengesteinen mehrere erkennbare Auswirkungen, die durch eine detaillierte gefügekundliche Analyse wiederum zeitlich eingeordnet werden können.
Zuerst wurden die Granite auf 670 °C aufgeheizt – was ein teilweises Aufschmelzen (Anatexis) der Granite bis zu 10 Meter hinter der Kontaktzone zur Folge hatte. Dies lässt sich anhand von granophyrischen Verwachsungen von Alkalifeldspat und Quarz zweifellos erkennen. Gleichzeitig löste die Wärmezufuhr verschiedene Dehydrationsreaktionen an primären Biotit aus, welche die Bildung von Pyroxen (Ferrohypersthen und Diopsid) und Amphibol (Grunerit-Cummingtonit-Mischreihe) zur Folge hatte. Durch das Eindringen von Flüssigkeiten mit unterschiedlichen Ca/Na-Verhältnissen wurden die Granite weiter überprägt – wobei zwei Generationen an calciumreichen Amphibol (Aktinolith und Edenit) die bereits erwähnten Zersetzungsprodukte aus Biotit überwuchsen und der Alkalifeldspat von Plagioklas und Quarz ersetzt wurde. Danach wuchs in unmittelbarer Kontaktnähe natriumreiches Amphibol (Riebeckit-Arfvedsonit-Mischreihe) heran. Das Auftreten von Aegirin-reichen Adern (manchmal mit Eudialyt) schließlich deutet auf das kanalisierte Eindringen später agpaitischer Fluida in die granitischen Nebengesteine hin.
Innerhalb des Komplexes bewirkten die mit den Magmen im Zusammenhang stehenden Flüssigkeiten/Lösungen eine sehr intensive Metasomatose und auch hydrothermale Überprägung. Die Ränder und die Nachbargesteine wurden ebenfalls in Mitleidenschaft gezogen und es bildeten sich sehr variable Sekundärparagenesen.
Darüber hinaus unterstreichen unterschiedliche Arten hydrothermaler Adern, mehrere hundert Quadratmeter große, albitisierte und analcimisierte Flächen sowie oxidierte und hämatitisierte Zonen innerhalb des Komplexes die Bedeutung von intensiven Flüssigkeitsbewegungen – sowohl von durchdringender als auch kanalisierter Natur – im Spätstadium der magmatischen Entwicklung.
In den meisten Gesteinstypen sind die primären Mineralvergesellschaftungen in unterschiedlichem Ausmaß von Sekundärmineralen resorbiert und ersetzt worden. So wird beispielsweise die Olivin-Augit-Ulvöspinell-Paragenese durch eine Vergesellschaftung von Katophorit, Arfvedsonit, Aenigmatit und Aegirin-Augit abgelöst. Primärer Apatit (mit bis zu 21 Gewichtsprozent Seltene Erden) wurde instabil, ging in Lösung und rekristallisierte als mehrere neue Generationen von Apatit mit teils recht hohen Natrium- und Seltenen Erdgehalten (bis zu 2,9 Gewichtsprozent für Natrium bzw. bis zu 27 Gewichtsprozent Seltene Erden). Felsische Minerale wie Alkalifeldspat, Sodalith und Nephelin wurden gewöhnlich durch reinen Albit ersetzt (Albitisierung), durch Analcim, sekundären Sodalith, sekundären Nephelin, Natrolith und andere Zeolithe. Eudialyt wurde oft zu komplexen Mischungen aus Albit, Aegirin, Mikroklin, Katapleit, Fluorit, Monazit, Apatit, Neptunit, seltenem Zirkon und vielen Mineralen reich an Seltenen Erden umgewandelt. Darüber hinaus sind viele der Autolithen in tieferen Lagen des Komplexes ebenfalls verschieden stark metasomatisch überprägt worden – was zu sehr ähnlichen Mineralumwandlungen geführt hat.

### Skarne
An den Rändern des Komplexes treten Calcium-reiche Gesteine auf, welche Skarnen ähneln. Sie enthalten die Mineralparagenesen Ilvait-Grossular sowie Epidotparagenesen. Eine Modellanschauung geht von einer Metasomatose durch Meerwasser aus. Hiernach drang Meerwasser in die umgebenden basaltischen Laven der Eriksfjord-Formation ein, reagierte mit ihnen unter Spilitisierung, wobei Calcium an Rissen in die metasomatisierten Gesteine infiltrierte. Dieser Vorgang der Meerwasserinfiltration kann durch Isotopenstudien an Lithium und Bor nachvollzogen werden.

## Physiko-chemikalische Parameter

### Druck
Die aufgeschlossene Gesamtmächtigkeit des Komplexes beträgt jetzt gut 1.700 Meter. Es wird abgeschätzt, dass der Komplex jedoch 3 bis 4 Kilometer unterhalb der damaligen Oberfläche, d. h. unterhalb des Kontakts kristallines Grundgebirge/auflagernde Eriksfjord-Formation eingedrungen war. Aufgrund der Auflast der Eriksfjord-Formation und anhand von Flüssigkeitseinschlüssen wird ein Platznahmedruck von 0,1 Gigapascal angenommen – was in etwa der oben angegebenen Eindringtiefe entspricht.
Die ursprüngliche Kristallisationstiefe von Sodalith deutet jedoch auf ein weit tieferes Niveau hin (primäre Flüssigkeitseinschlüsse von Sodalith in Naujait verweisen immerhin auf 0,3 bis 0,4 GPa). Die Kristallisation von Sodalith dürfte daher in einer Tiefe von 10 bis 12 Kilometer erfolgt sein und verlangt somit nach einer tiefer sitzenden Magmenkammer.

### Temperatur
Die Gesteine im Ilimmaasaq-Komplex überdecken ein extrem langes Kristallisationsintervall, dessen Solidus von mehr als 950 °C bis auf ungefähr 500 bis 450 °C herabreicht. Die höchsten Temperaturen von rund 1.000 °C wurden im Augitsyenit erreicht (bestimmt durch Thermometrie am ternären Feldspat und am Nephelin). Mafische Minerale im Augitsyenit liefern jedoch nur Temperaturen von 650 °C. In Lujavriten wurden als höchste Temperaturen nur 700 bis 800 °C abgeschätzt, mit Solidusbedingungen zwischen 450 und 500 °C. Der Sodalithfoyait, Naujait und Kakortokit erbringen 900 bis 950 °C (Nephelinthermometrie). Im Gleichgewicht miteinander stehendes Nephelin, natriumreiches Pyroxen und Alkalifeldspat deuten auf Temperaturen zwischen 800 und 700 °C. Späte Aegirinränder um Arfvedsonit in Lujavrit jedoch nur noch auf rund 500 °C.

### Schweremessungen und Magnetik
Die Tugtutôq–Ilímaussaq-Zone wird von einer positiven Schwereanomalie unterlagert. Eine mögliche Interpretation sieht dies als eine Folge von mafischen Kumulatsmineralen wie Olivin und anderen, welche sich während des Fraktionierungsprozesses abgelagert hatten. In diesem Zusammenhang von Interesse ist das gleichzeitige Vorhandensein einer negativen magnetischen Anomalie.

### Aktivitäten
Die SiO2-Aktivität befand sich im Augitsyenit ursprünglich bei 0,8. Durch Fraktionierung in einem abgeschlossenen System wurden sodann Nephelin-führende Paragenesen erzeugt, deren SiO2-Aktivität nur noch bei 0,4 lag. Sodalithfoyait, Naujait und Kakortokit besitzen Aktivitäten zwischen 0,5 und 0,3. In Lujavriten kann die Aktivität von 0,6 bis auf 0,15 abfallen – wobei letzterer Wert bereits hydrothermale Bedingungen anzeigt. Auch Aegirinränder um magmatischen Arfvedsonit in Lujavrit haben eine sehr niedrige Aktivität von 0,25.

### Redox-Verhältnisse
Während des Augitsyenitstadiums wurden die Redox-Verhältnisse durch Paragnesen aus Olivin, Augit und Eisen-Titanoxid festgelegt. Als Maßstab wird hierbei ΔFMQ verwendet, was der Sauerstofffugazität fO2 entspricht. Definiert ist ΔFMQ als log f O2 [Probe] – log f O2 [Fayalit-Magnetit-Quarz].
Während des fraktionierten Kristallisationsvorgangs sanken die Redoxwerte von ursprünglich ΔFMQ = − 1 auf extrem niedrige Werte von ΔFMQ = − 4 oder noch darunter ab. Sie erreichten somit das theoretische Stabilitätsfeld von gediegenem Eisen. Unter irdischen Magmatiten stellen sie somit die mit am stärksten reduzierten Verhältnisse überhaupt dar. Dieselben, ebenfalls in Pulaskit und Sodalithfoyait erhaltenen Paragenesen, erbrachten durchaus ähnliche Redoxwerte (ΔFMQ = − 2 to − 4). Dies weist darauf hin, dass die Initialstadien der Agpaitbildung ebenfalls stark reduziert waren. Die hier angegebenen Abschätzungen werden durch die Gegenwart von Ulvöspinel-reichem Magnetit und durch experimentelle Studien gestützt.
Die Redoxverhältnisse während der agpaitischen Hauptstufe lassen sich nur schlecht quantifizieren, da brauchbare Mineralparagenesen mit verlässlichen thermodynamischen Daten fehlen. Dennoch werden auch bei diesen Agpaiten relativ reduzierte Verhältnisse nahegelegt – einmal durch wasserfreie, Methan-dominierte Fluideinschlüsse und durch niedrige Sulfat/Sulfid-Verhältnisse im Sodalith der Naujaite.
Während der spätmagmatischen und der hydrothermalen Entwicklungsstufe herrschten jedoch wieder relativ oxidierte Verhältnisse (am und unterhalb des Hämatit-Magnetit-Puffers), wie an der Bildung von Skarn-ähnlichen Gesteinen und hydrothermalen Adern zu erkennen ist.
Auch andere peralkalische Gesteinsfolgen besitzen einen ähnlichen Entwicklungstrend, der bei hochreduzierten Bedingungen einsetzt und bei verhältnismäßig oxidierten Bedingungen im Hydrothermalbereich endet. Diese Entwicklung scheint somit für peralkalische Magmatite typisch zu sein.

## Quellregion
Es wird angenommen, dass sich die Gesteine des Ilimmaasaq-Komplexes alle von einem Stammmagma eines transitionellen Olivinbasalts ableiten lassen, welches in einer tiefgelegenen Magmenkammer fraktionierte und schließlich durch einen Cauldron-Einsturz und/oder Stoping angezapft wurde. Eine gewisse Kontamination durch Krustengesteine ist jedoch hierbei nicht auszuschließen. Die mit dem Komplex assoziierten Basalte sind im Vergleich zu anderen mafischen Gesteinen der Gardar Provinz wesentlich reicher an Alkalien, Phosphor, Barium, Strontium, Niob und LREE. Dies lässt auf eine Quellregion schließen, welche bereits an inkompatiblen Elementen angereichert war – möglicherweise durch Metasomatoseeinfluss.
Neodym- und Sauerstoffisotopenwerte mafischer Minerale in den verschiedenen Gesteinstypen belegen eine relativ homogene geochemische Zusammensetzung ohne signifikante Unterschiede zwischen dem frühen Augitsyenit und den Agpaiten oder zwischen den frühen oder späten Agpaiten (die εNd-Werte schwanken hierbei zwischen −0.9 und −1.8, die δ18O-Werte – Vienna Standard Mean Ocean Water – zwischen +5,2 bis +5,7 ‰). Die Daten untermauern hiermit, dass die Schmelzen im Komplex sich alle von einer isotopisch homogenen Erdmantelquelle ableiten lassen.

## Entstehungsalter
In den letzten Jahrzehnten wurden mehrere Versuche unternommen, die Gesteine des Ilimmaasaq-Komplexes zu datieren. Die jeweiligen Ergebnisse sind von recht unterschiedlicher Qualität, deuten aber dennoch alle auf ein Entstehungsalter bei 1.160 ± 5 Millionen Jahre (Stenium) hin. Waight und Kollegen (2002) fanden beispielsweise Alter von 1.161,8 ± 3,4, 1.160,7 ± 3,4 und 1.160 ± 2 Millionen Jahre. Das Magmensystem des Komplexes ist somit eines der Jüngsten unter den Gardar-Intrusiva.
Etwas jüngere Alter lieferten Blaxland und Kollegen mit 1.143 ± 21 Millionen Jahre und Paslick und Kollegen mit 1.130 ± 50 Millionen Jahre.

## Lagerstätten

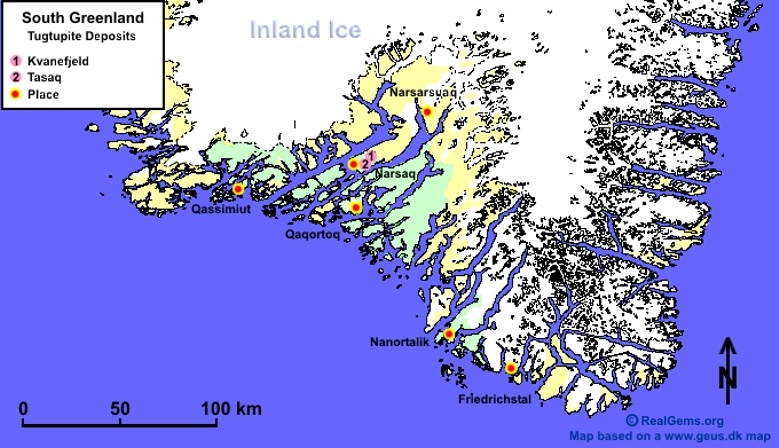
Die Lagerstätte Kvanefjeld (Ziffer 1) im Ilimmaasaq-Komplex bei Narsaq

Einige der Gesteinsgruppen (wie beispielsweise die Lujavrite) im Ilimmaasaq-Komplex stellen ökonomische Lagerstätten dar, bedingt durch ihre hohen Konzentrationen an Seltenen Erden, Zirconium, Niob, Beryllium und auch Uran. Hier insbesondere erwähnenswert ist die weiter oben bereits angeführte Lagerstätte Kvanefjeld im Nordwesten des Komplexes. Vor allem Uran hat sich im Dachbereich in M-C-Lujavriten (Steenstrupin führenden Lujavriten) angereichert, die Gesteine sind radioaktiv. Das Dach selbst ist fenitisiert und ebenfalls reich an Steenstrupin.
Die Eudialyt-reichen Partien von Naujaiten, Kakortokiten und Lujavriten bilden eine enorme Ressource an Zirconium, Niob, Seltenen Erden (und insbesondere HREE). Sie werden begleitet von Pegmatiten und Hydrothermalmineralisationen. Nennenswert sind beispielsweise auch Adern aus Ussingit, die sehr reich an Chkalovit und anderen Berylliummineralen sind, sowie Vorkommen an Pyrochlor und anderen Niobmineralen.
Prospektion und Erkundung sind am Komplex schon seit längerer Zeit zugange.
Bedingt durch die gestiegene Nachfrage nach Seltenen Erden, aber auch durch politische Veränderungen in Grönland, kam es zu einer erhöhten Mineralexploration – mit dem Ergebnis, dass der Komplex weltweit betrachtet jetzt eine der größten Vorkommen an Seltenen Erden und Uran enthält.

## Zusammenschau
Hauptfaktoren für die extremen Differentiationstrends in den peralkalischen Gesteinen des Ilimmaasaq-Komplexes sind niedere Fugazität des Sauerstoffs und niedrige SiO2-Aktivität, aber auch sehr niedrige Wasseraktivität in den Schmelzen. All diese drei Faktoren behindern die frühzeitige Freisetzung natriumhaltiger, wässriger Lösungen, erleichtern aber gleichzeitig die Anreicherung von Alkalien und Halogenen in den jeweiligen Schmelzen – mit dem Ergebnis, dass die Löslichkeit der inkompatiblen HFSE heraufgesetzt wird.
Das sehr lange Kristallisationsintervall dieser Gesteine und der vermutete kontinuierliche Übergang von Schmelze zu Lösungen resultiert in einer ausgiebigen (Selbst)-Metasomatose mit anschließender hydrothermaler Überprägung. Aus diesem Grund werden in den meisten Gesteinseinheiten primäre Mineralparagenesen teilweise resorbiert und in unterschiedlichem Ausmaß durch Sekundärminerale ersetzt.
Insgesamt betrachtet sind die Auswirkungen flüssigkeitsgestützter Prozesse im Spätstadium des Komplexes von recht intensiver Natur, sie sind weit verbreitet, verlaufen jedoch nicht gleichförmig.
Um die physikochemischen Charakteristiken agpaitischer Flüssigkeiten besser zu verstehen – insbesondere ihre Fähigkeiten, HFSE und andere ungewöhnliche Elemente (z. B. Beryllium oder Zinn) zu transportieren und zu wertvollen Lagerstätten anzureichern – ist es unerlässlich, die fluiddynamischen Aspekte im Detail zu untersuchen. Ebenso von Bedeutung ist es, das Potential von Kohlenwasserstoffen und Bitumen in derartigen Systemen richtig einzuschätzen.

## Photogalerie

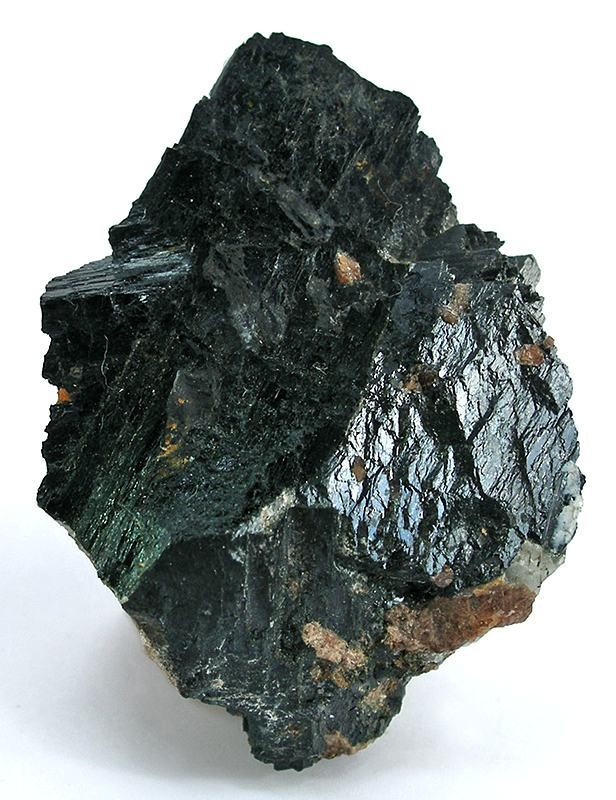
Britholit-(Ce) vom Fjord Tunulliarfik
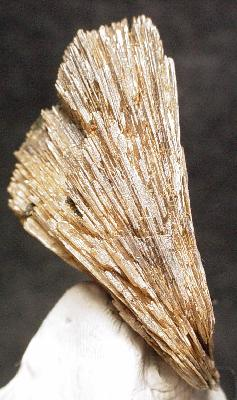
Epididymit vom Ilimmaasaq-Komplex
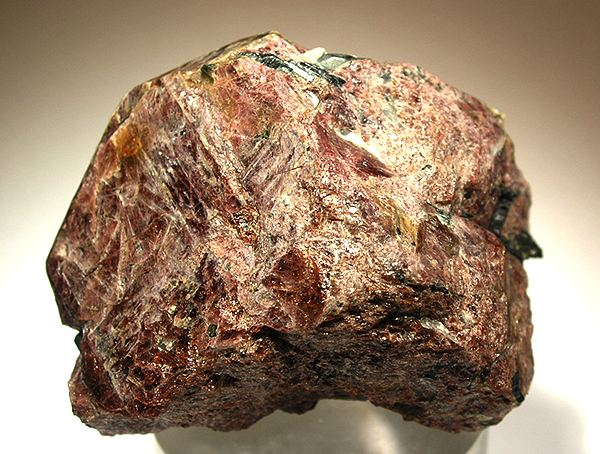
Eudialyt von Naujakasik am Fjord Tunulliarfik
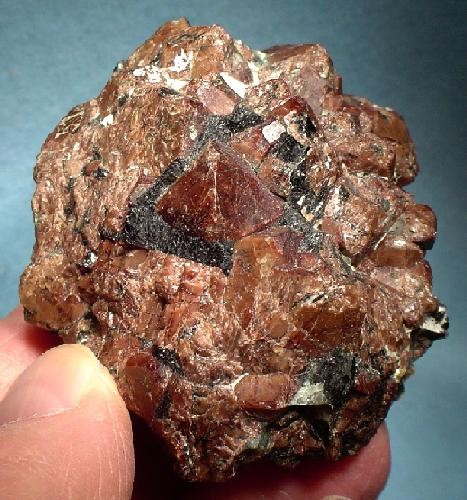
Eudialyt und Aegirin vom Fjord Kangerluarsuk
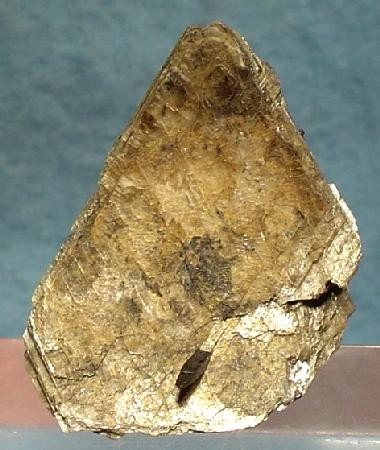
Eudidymit vom Ilimmaasaq-Komplex
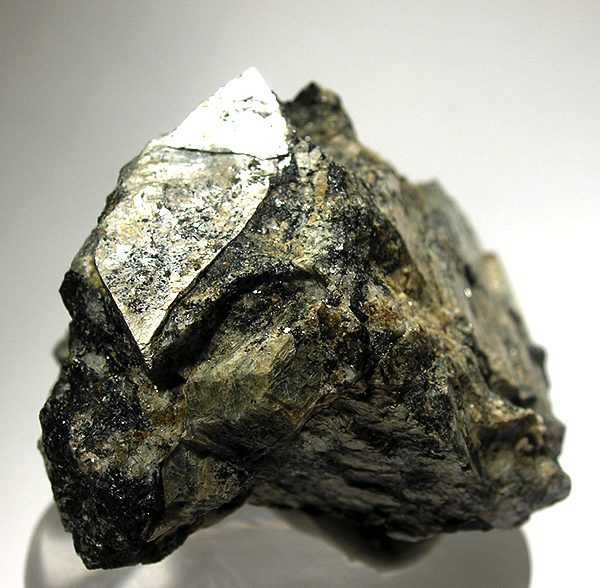
Naujakasit von Naujakasik am Fjord Tunulliarfik
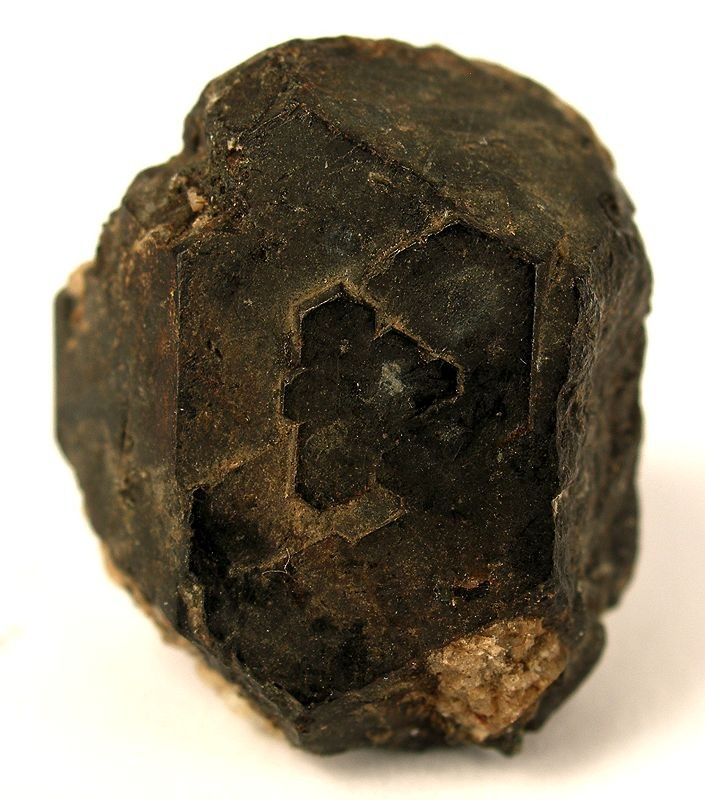
Steenstrupin-(Ce) vom Ilimmaasaq-Komplex
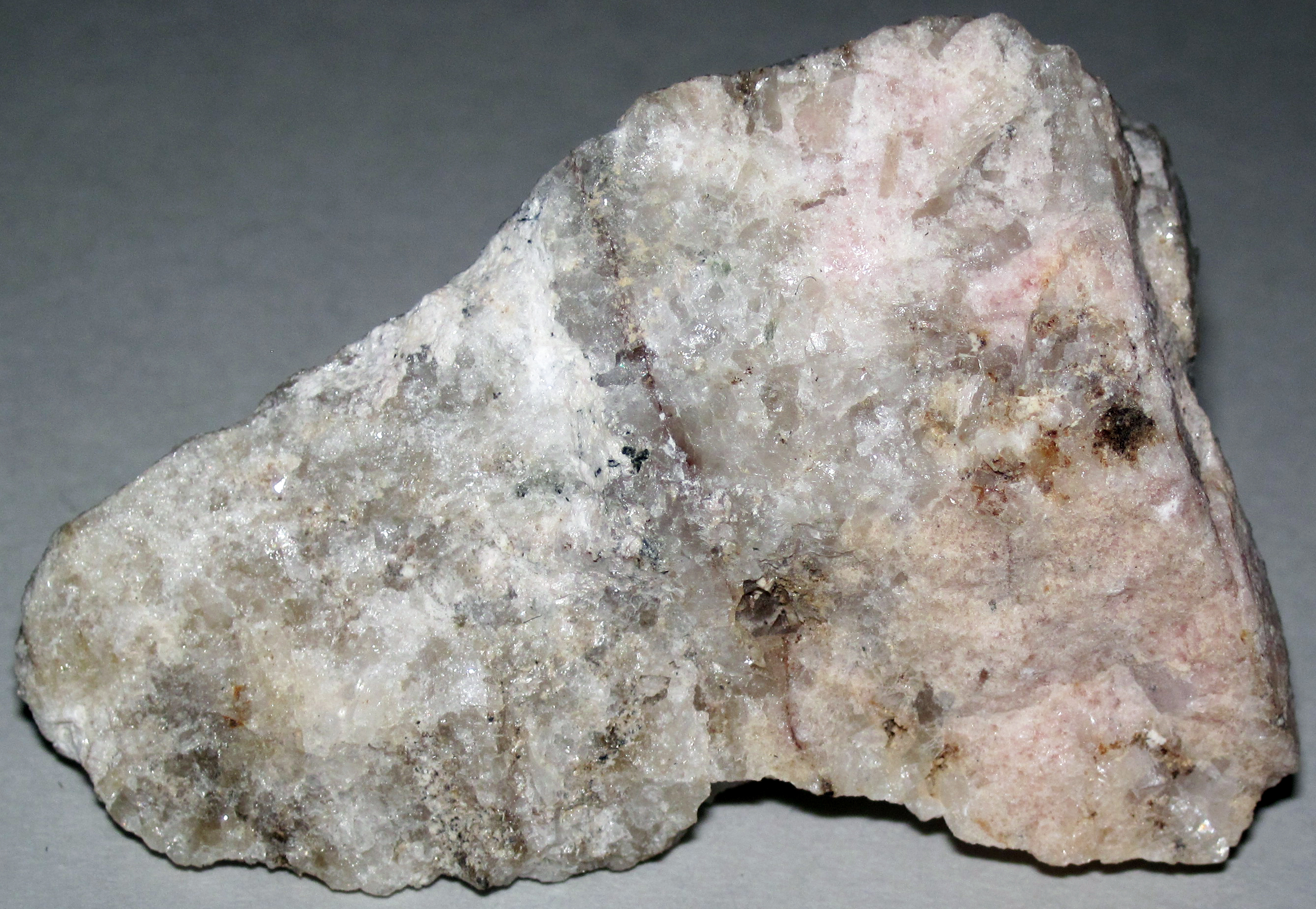
Tugtupit (vor UV-Bestrahlung) vom See Taseq